# Francesco Loi
Francesco Loi (ur. 21 lutego 1891 w Cagliari, zm. 9 marca 1977 w Modenie) – włoski gimnastyk, dwukrotny medalista olimpijski.
Dwukrotnie reprezentował barwy Zjednoczonego Królestwa Włoch na letnich igrzyskach olimpijskich (Sztokholm 1912, Antwerpia 1920), w obu przypadkach zdobywając złote medale w wieloboju drużynowym.
W 1911 r. zdobył w Turynie brązowy medal mistrzostw świata w wieloboju drużynowym.